# Coenagrion simillimum
Coenagrion simillimum är en trollsländeart som först beskrevs av Aleksandr Nikolaevich Bartenev 1911.  Coenagrion simillimum ingår i släktet blå flicksländor, och familjen sommarflicksländor. Inga underarter finns listade i Catalogue of Life.